# Mitrailleuse ShKAS

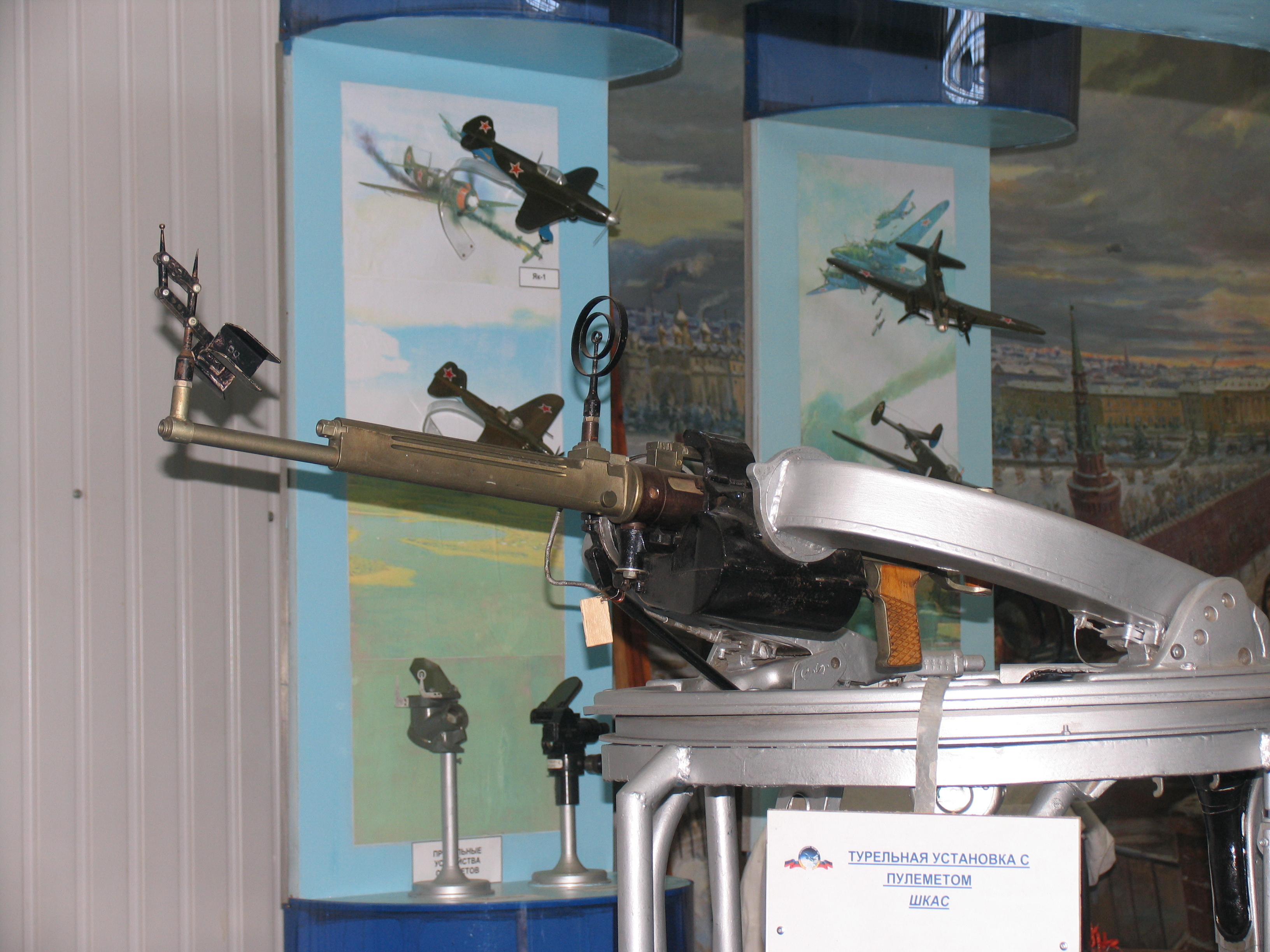
Une tourelle de mitrailleuse ShKAS.

La ShKAS (russe : ШКАС: Шпитального — Комарицкого авиационный скорострельный, Shpitalny-Komaritski Aviatsionny Skorostrelny, « [mitrailleuse] d'aviation à tir rapide Shpitalny-Komaritski ») est une mitrailleuse de calibre 7,62 × 54 mm R largement utilisée par les avions et véhicules soviétiques dans les années 1930 et pendant la Seconde Guerre mondiale. Elle a été conçue par Boris Shpitalniy (ru) et Irinarkh Komaritsky et produite à partir de 1934.

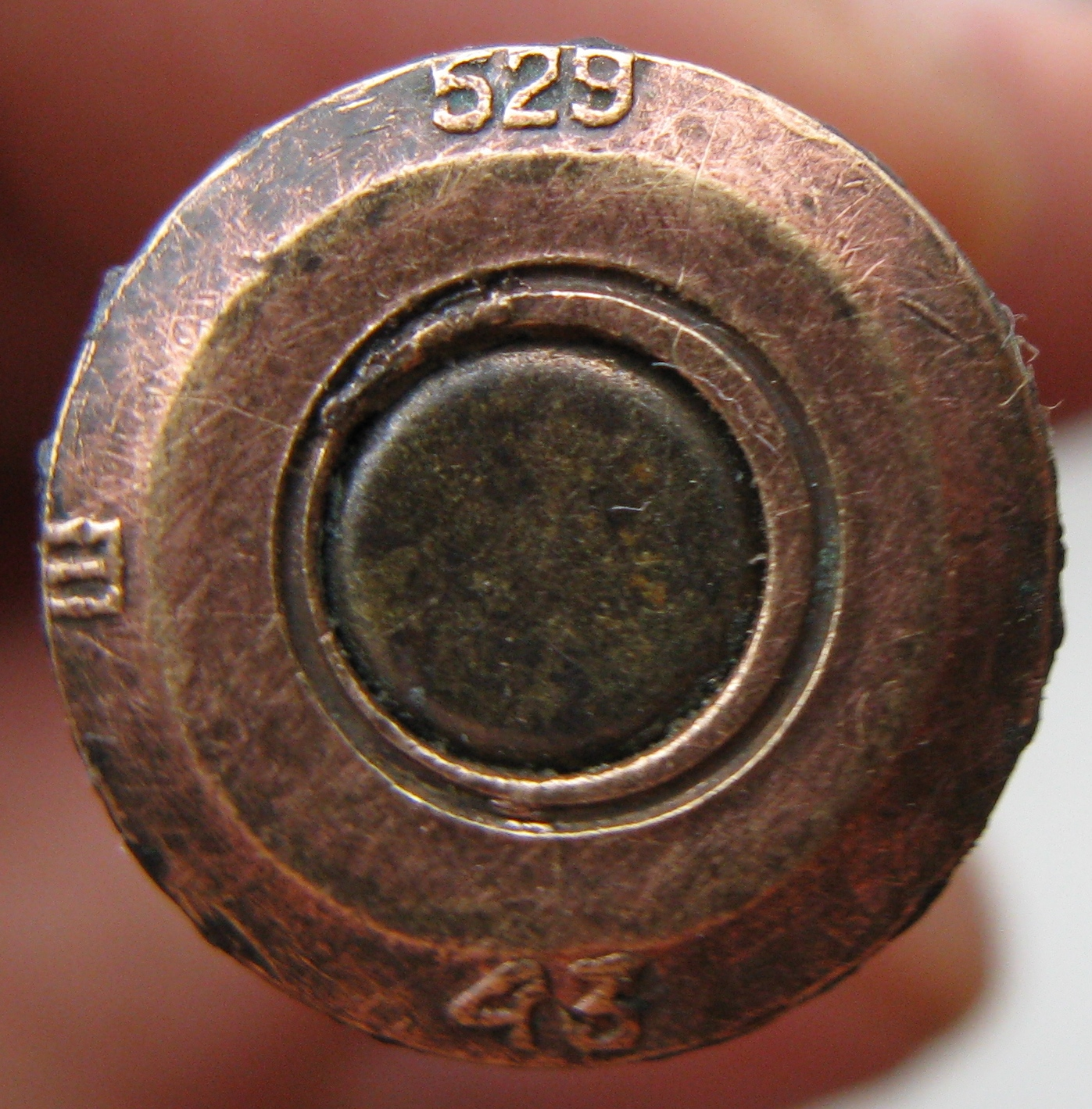
Illustration du calibre de la ShKAS

Utilisée par la majorité des bombardiers et des chasseurs soviétiques, la ShKAS a servi de point de départ pour la conception du canon ShVAK.